# Barry Allen (stripfiguur)
Bartholomew Henry "Barry" Allen is een personage uit de strips van DC Comics. Hij is de tweede superheld met de naam Flash. Hij maakte zijn debuut in Showcase nr. 4 (oktober 1956) en werd bedacht door schrijvers Gardner Fox en Bob Kanigher, en tekenaar Carmine Infantino.

## Biografie
Barry Allen was een politiewetenschapper die bij zijn collega’s bekend stond als een van de traagste medewerkers van het lab. Op een nacht, toen hij op het punt stond naar huis te gaan, sloeg een bliksem in. De bliksem vernielde een vat vol chemicaliën en de volledige inhoud van het vat kwam op Allen terecht. Na te zijn bijgekomen ontdekte Allen dat het ongeluk een vreemd effect op hem had. Hij beschikte opeens over bovenmenselijke snelheid en reflexen.
Geïnspireerd door zijn favoriete stripboekheld, Jay Garrick, maakte Allen een rood kostuum en nam de identiteit van de Flash aan. Dit kostuum kon hij in het dagelijks leven verstoppen in een ring met behulp van een speciaal gas dat het pak deed krimpen.
Allen leerde al snel beter met zijn gave om te gaan. Zo ontdekte hij hoe hij zijn moleculen sneller kon laten vibreren en zo door vaste voorwerpen kon lopen, en hoe hij door de tijd kon reizen.
Allen was een van de oprichters van de Justice League. Gedurende zijn verblijf bij het team werd hij goede vrienden met Black Canary en Zatanna, maar begon geen relatie met de twee daar hij reeds verliefd was op Iris West.
In het verhaal "Flash of Two Worlds" ontmoette Flash zijn idool Jay Garrick. In dit verhaal werd voor het eerst het bestaan van parallelle universums binnen het DC Universum bevestigd; Jay en de andere DC helden uit de Golden Age van de strips kwamen uit een ander universum dan Allen en de Silver Age helden.
Allen trouwde uiteindelijk met Iris nadat zij zijn geheim ontdekte. Iris onthulde tevens een geheim van zichzelf: ze kwam in werkelijkheid uit de 30e eeuw.
In de jaren 80 begon Allens leven in te storten. Zijn vrouw werd vermoord door Professor Zoom. Toen Allen opnieuw wilde trouwen, probeerde Zoom ook Allens nieuwe vriendin te vermoorden. Ditmaal greep Allen tijdig in, maar gedreven door woede verloor hij zijn grenzen uit het oog en vermoordde Zoom. Hij moest zich verantwoorden voor de rechter, en werd veroordeeld. Niet veel later ontdekte Allen dat Iris’ geest na haar dood terug was gebracht naar de 30e eeuw, waar ze een nieuw lichaam had gekregen. Na zijn straf te hebben uitgezeten ging Allen met pensioen en voegde zich bij zijn vrouw in de 30e eeuw.
Tijdens het verhaal Crisis on Infinite Earths werd Allen gevangen door de Anti-Monitor, en teruggebracht naar 1986. Allen stopte Anti-Monitors plan om de aarde te vernietigen, maar kwam hierbij om het leven.
Na Allens overlijden nam zijn neefje Wally West, die voorheen bekendstond als Allens helper Kid Flash, de rol van Flash op zich.
Naderhand bleek Iris zwanger te zijn van Allen, en kreeg twee kinderen: de Tornado Twins.
Hoewel Allen overleden is, duikt hij nog wel af en toe op in de strips en kreeg later een rol in de animatiefilm DC League of Super-Pets. Dit kan vanwege zijn gave om door de tijd de reizen. Deze Allen reist vanuit een tijd dat hij nog in leven was naar de toekomst om zijn vrienden en familie te helpen als dat nodig is.

## Krachten en vaardigheden
Van alle helden met de naam Flash wordt Barry gezien als de snelste. Hij kon rennen met lichtsnelheid. In Flash #150 slaagde hij er zelfs in 10 keer sneller dan het licht te rennen.
Barry was in staat tot dingen waar andere speedsters met de naam Flash niet toe in staat waren, zoals door vaste voorwerpen heen vibreren en tijdreizen.

## In andere media
- Barry Allen deed mee in enkele afleveringen van The Superman/Aquaman Hour of Adventure, samen met Kid Flash.
- Barry deed mee in de Super Friends series, waarin hij lid was van de JLA. Zo was hij te zien in Challenge Of The SuperFriends, Super Friends: The Legendary Super Powers Show en The Super Powers Team: Galactic Guardians.
- Barry Allen werd gespeeld door Grant Gustin in de Flash televisieserie.
- Barry had een cameo in seizoen 4 van de serie The Batman. Hij deed verder mee in seizoen 5 van deze serie.
- In de serie Smallville gebruikte de Bart Allen Flash de naam Barry Allen als één van zijn vele schuilnamen.
- Allen doet mee in de animatiefilm Justice League: The New Frontier uit 2008.
- Barry Allen deed mee in 2 afleveringen van het tweede seizoen van de serie Arrow. Dit was het begin van de spin-offserie The Flash, die in oktober 2014 debuteerde. In beide series wordt Barry Allen gespeeld door acteur Grant Gustin. Het is een samenwerking tussen de beide helden waardoor de acteurs uit beide series elkaar blijven tegenkomen. De beide series hebben namelijk hetzelfde productieteam.
- Sinds 2016 verschijnt de Barry Allen versie van de Flash in het DCEU gespeeld door Ezra Miller. Zijn eerste verschijning was een cameo in de film Suicide Squad. Later verscheen hij in een grotere rol voor de films Justice League en Zack Snyder's Justice League. Ook verscheen de Flash als cameo in de laatste aflevering van de televisieserie Peacemaker. De Flash verscheen in de hoofdrol in 2023 in zijn eigen solo film, The Flash.
- Barry Allen verschijnt in de animatiefilm The Lego Batman Movie uit 2017, waarin hij wordt ingesproken door Adam DeVine in de originele versie en door Huub Dikstaal in de Nederlandse versie.
- Barry Allen verschijnt in de animatiefilm DC League of Super-Pets uit 2022, waarin hij wordt ingesproken door John Early in de originele versie. In de Nederlandse versie wordt Allen ingesproken door Enzo Coenen, de Vlaamse door Timon Verbeeck.